# 35346 Ivanoferri
35346 Ivanoferri este un asteroid din centura principală de asteroizi.

## Descriere
35346 Ivanoferri este un asteroid din centura principală de asteroizi. A fost descoperit pe 1 mai 1997 la Observatorul San Vittore din Bologna. Asteroidul prezintă o orbită caracterizată de o semiaxă mare de 3,18 ua, o excentricitate de 0,04 și o înclinație de 10,0° în raport cu ecliptica.